# Edric Connor
Pour les articles homonymes, voir Eadric et Connor.
Edric Connor, né le 2 août 1913 à Mayaro (en) (Trinité-et-Tobago ; alors Antilles britanniques) et mort le 13 octobre 1968 à Londres (Angleterre), est un acteur et chanteur de folk britannico-trinidadien.

## Biographie
Né sur l'île de la Trinité aux Caraïbes, Edric Esclus Connor s'installe définitivement au Royaume-Uni en 1944 et contribue comme acteur au cinéma à douze films (britanniques, américains ou en coproduction), le premier étant Pleure, ô pays bien-aimé de Zoltan Korda (1952, avec Canada Lee et Sidney Poitier).
Suivent notamment Moby Dick de John Huston (1956, avec Gregory Peck et Richard Basehart), Les Vikings de Richard Fleischer (1958, avec Kirk Douglas et Tony Curtis) et Le Roi des rois de Nicholas Ray (1961, avec Jeffrey Hunter et Robert Ryan).
Ses deux derniers films sont Trio d'escrocs de Basil Dearden (avec Richard Attenborough et David Hemmings) et Mandat d'arrêt de Ralph Thomas (avec Rod Taylor et Christopher Plummer), sortis en 1968, année de sa mort prématurée à 55 ans, des suites d'un AVC.
À la télévision britannique, il contribue à quatre téléfilms (1946-1968) et treize séries, la première en 1953. Suivent par exemple Destination Danger (deux épisodes, 1961-1964), Chapeau melon et bottes de cuir (un épisode, 1963) et L'Homme à la valise (sa dernière série, un épisode, 1967).
Il joue également au théâtre, en 1956 à Londres dans la comédie musicale Summer Song (en) sur des thèmes musicaux d'Antonín Dvořák (avec Sally Ann Howes et Laurence Naismith), puis en 1958 à Stratford-upon-Avon dans la pièce Périclès, prince de Tyr en partie de William Shakespeare.
Par ailleurs, Edric Connor est chanteur de folk, dans un répertoire issu des Caraïbes, entre autres de calypso. On lui doit ainsi le premier enregistrement de la chanson Day-O (alors titrée Day Dah Light), avec son groupe de musiciens The Caribbeans (renommé ultérieurement The Southlanders (en)), au sein d'un disque microsillon paru en 1952 intitulé Songs from Jamaica.
Notons encore qu'il produit et réalise le court métrage documentaire Carnival fantastique consacré au carnaval de la Trinité et sorti en 1960.

## Filmographie partielle
(acteur, sauf mention contraire)

### Cinéma
- 1952 : Pleure, ô pays bien-aimé (Cry, the Beloved Country) de Zoltan Korda : John Kumalo
- 1956 : Moby Dick de John Huston : Daggoo
- 1957 : L'Enfer des tropiques (Fire Down Below) de Robert Parrish : Jimmy Jean
- 1957 : Les Sept Tonnerres (Seven Thunders) d'Hugo Fregonese : Abou
- 1958 : Les Vikings (The Vikings) de Richard Fleischer : Sandpiper
- 1958 : Les Racines du ciel (The Roots of Heaven) de John Huston : Waitari
- 1959 : Virgin Island de Pat Jackson : Capitaine Jason
- 1960 : Carnival fantastique (court métrage documentaire ; producteur, réalisateur et narrateur)
- 1961 : Le Roi des rois (King of Kings) de Nicholas Ray : Balthazar
- 1963 : Quatre du Texas (Four for Texas) de Robert Aldrich : Prince George
- 1968 : Trio d'escrocs (Only When I Larf) de Basil Dearden : Awana
- 1968 : Mandat d'arrêt (Nobody Runs Forever) de Ralph Thomas : Julius

### Séries télévisées
- 1961-1964 : Destination Danger (Danger Man)
  - Saison 1, épisode 39 Moment décisif (Deadline, 1961) de Peter Graham Scott : Thompson
  - Saison 2, épisode 4 Complots (The Galloping Major) : Dr Manudu
- 1963 : Chapeau melon et bottes de cuir (première série, The Avengers)
  - Saison 3, épisode 7 La Cage dorée (The Gilded Cage)
- 1967 : L'Homme à la valise (Man in a Suitcase)
  - Saison unique, épisode 6 Lavage de cerveau (Brainwash) de Charles Crichton : Dr Gwabe

## Théâtre
- 1956 : Summer Song, comédie musicale, musique arrangée par Bernard Grun sur des thèmes d'Antonín Dvořák, lyrics d'Eric Maschwitz, livret d'Hy Kraft (Londres) : Abe
- 1958 : Périclès, prince de Tyr (Pericles, Prince of Tyre), pièce en partie de William Shakespeare (Stratford-upon-Avon) : Gower